# 細野晋司
細野 晋司（ほその しんじ、1963年 - ）は日本の写真家。
京都府生まれ、岐阜県育ち。1986年より齊藤清貴に師事。1990年にフリーとなる。主にグラビアアイドルやミュージシャン、舞台俳優等の人物撮影を得意としている。

## 主な撮影作品
- 磯山さやか：「Pri Pri-17」（ソニー・マガジンズ）
- 市川由衣：「HATACHI」（集英社）
- 奥菜恵：「あたし」（ソニー・マガジンズ）
- 高橋由美子：「由美子」（ソニー・マガジンズ）
- T.M.Revolution：「T.M.Revolution Great Fighter」（ソニー・マガジンズ）
- 美少女戦士セーラームーン：「ビジュアルブック」（ソニー・マガジンズ）
- 深田恭子：「KYOKO8203」（集英社）
- Berryz工房：「Berryz工房」（ワニブックス）
- 松浦亜弥：「まっ!ちゅら」（ワニブックス）
- 宮崎あおい：「Happy tail」（ソニー・マガジンズ）
- Melody：「Fair」（近代映画社）
- 「ラ・マンチャの男」1000回公演記念写真集"見果てぬ夢"を抱いて（東宝映像事業部）
- 広末涼子：「ジーンズ」（ワーナーミュージック・ジャパン）
- 上戸彩：「夢のチカラ」（ポニーキャニオン）
- 広沢タダシ：「右手に夕焼け左手に朝焼け」（アトミック・モンスター・レコード）

他多数。